# Scandinavian Airlines-vlucht 751
Scandinavian Airlines 751 was een lijndienst van Stockholm (Zweden) via Kopenhagen (Denemarken) naar Warschau (Polen). Op 27 december 1991 crashte de McDonnell Douglas MD-80 waarmee de vlucht werd uitgevoerd. Het incident staat in Zweden bekend als Gottrörakraschen (Gottröracrash).
Het toestel werd bestuurd door de Deense piloot Stefan G. Rasmussen en de Zweedse copiloot Ulf Cedermark.
Al voor het opstijgen had zich ijs op de vleugels verzameld. Dat ijs brak kort na de start af en werd in de motoren gezogen, die zich bij dit type toestel achter de vleugels bevonden. Na het uitvallen van beide motoren waren de piloten gedwongen om een noodlanding te maken in een veld nabij Gottröra, gemeente Norrtälje, in Zweden. Tijdens die landing raakte het toestel enkele bomen, waarbij een groot deel van de rechtervleugel afbrak. Het toestel raakte de grond het eerst met de staart, gleed 110 meter door een veld waarbij het in drie stukken brak en het landingsgestel verloor, voordat het tot stilstand kwam.
Er vielen geen doden, wel waren er 92 gewonden, waaronder 8 ernstig. Dat er geen doden te betreuren waren wordt toegeschreven aan de instructie die het personeel had gegeven om zich voor de landing goed schrap te zetten.